# Talahomi Way
Talahomi Way — студийный альбом британской авант-поп группы The High Llamas, изданный 19 апреля 2011 года на лейбле Drag City.

## Отзывы
| Оценки критиков | Оценки критиков |
| Источник        | Оценка          |
| --------------- | --------------- |
| Allmusic        | [ 2 ]           |
| Pitchfork Media | (6.8/10)        |

Хитер Фарес из AllMusic отметил, что «Слуховой эквивалент позднего весеннего бриза, Talahomi Way находит Шона О’Хагана и остальных участников High Llamas в определенно мечтательном состоянии духа. Такие интерлюдии, как „Angel Connector“, мягко и сладко дрейфуют, а пышные струнные и благородные медные и деревянные духовые в таких треках, как „Wander, Jack, Wander“ и „To the Abbey“, как будто имеют столько же общего с Бартом Бакараком и Нельсоном Риддлом, сколько и с Брайаном Уилсоном; а „Fly Baby Fly“ заигрывает с барочной поп-музыкой и софт-роком. Они используют эти детали, чтобы сделать альбом, который в равной степени пасторальный и тщательный, и слушать его — все равно что посещать идеально выстроенный топиарный сад».

## Список композиций
1. «Berry Adams» — 4:10
2. «Wander, Jack Wander» — 3:40
3. «Take My Hand» — 2:34
4. «Woven and Rolled» — 3:09
5. «The Ring of Gold» — 4:11
6. «Talahomi Way» — 3:32
7. «Fly Baby, Fly» — 3:00
8. «Angel Connector» — 1:01
9. «To The Abbey» — 3:17
10. «A Rock in May» — 3:21
11. «Crazy Connector» — 0:40
12. «Calling Up, Ringing Down» — 3:44